# 阿波罗尼奥斯问题

圖１：阿波羅尼奧斯問題的示意圖，其中粉紅色的是一個解圓，黑色的是已知圓。

圖２：阿波羅尼奧斯問題的四對解圓。黑色的是已知圓。

阿波羅尼奧斯問題是一道有名的幾何題：「平面上給定三個圓周，如何用尺规作图構造出和這三個已知圓都相切的圓（圖１ ）？」
佩爾蓋的阿波羅尼奧斯（Apollonius of Perga，約前262年－約前190年）在其著名作品《論切觸》（希臘語：Ἐπαφαί，英譯名 Tangencies ）裡提出並解決了這個問題；雖然作品現已遺失，但這個數學結果已被記載在一份四世紀時亞歷山大的帕普斯所寫的報告裡。
三個給定的圓，一般而言會有八個不同的圓和它們都相切（圖２），而在這八個解裡，每一個都以不同的方式內切或外切於給定的三個圓。在十六世紀，范羅門用相交的雙曲線解決了這個問題，但他的解法並不符合只使用直規的要求。弗朗索瓦·韋達利用問題的極端情況找到這樣一種解法：三個圓中的任何一個都可以縮成零半徑（一個點），或擴大成半徑無限（一條直線）。此方法也被認為是阿波羅尼奧斯所用方法的一個頗為可信的重現。另外，值得一提的是，范羅門的方法後來被艾薩克·牛頓簡化了，而且他證明了阿波羅尼奧斯問題等價於另一個問題：尋找一個點，其與三個給定點的距離之差是已知的。此想法在導航和定位系統中有一些應用，比如LORAN（遠距離無線電導航系統）。
再後來的數學家引入了代數的方法，即把幾何問題變換為代數方程組。這些方法又可以利用阿波羅尼奧斯問題所固有的對稱性以得到簡化，比如作為解的那些圓周（解圓）一般都成對出現：一個解圓和某已知圓外切的話，相應一定有另一個解圓是內切的（圖２）。熱爾崗納利用這種對稱性提供了一個優美的尺規解法；也有一些數學家使用圓反演等幾何變換來簡化已知圓的配置。以上這些發展為一些代數方法提供了幾何的框架（見李球面幾何），以及根據已知圓的33種不同的配置來對解圓分類的方法。
阿波羅尼奧斯問題還進一步激發了很多工作。這個問題的三維推廣－－構造與四個已知球面相切的球面－－或者更高維的推廣，都有人研究。另外，三個已知圓兩兩相切的這種配置也引起了關注，例如笛卡兒就給出過已知圓和解圓的半徑關係式，即笛卡爾定理。在這種配置下，如果把問題的解不斷地迭代，還能得到所謂「阿波羅尼奧斯墊片」；這是最早被印刷出來的分形圖形，在解析數論中也有它的芳踪（見福特圓和哈代-李特爾伍德圓法）。